# 夜が明ける前に
『夜が明ける前に』（よるがあけるまえに）は、佐藤朱美の3枚目のシングル。1996年11月21日にバンダイ・ミュージックエンタテインメントよりリリースされた。

## 解説
- 表題曲「夜が明ける前に」は、OVA『ふしぎ遊戯』のオープニングテーマで、エンディングテーマ「明日の私を信じたい」と同時リリースされた。
- 同アニメで佐藤朱美の楽曲が起用されるのは「いとおしい人のために」以来。

## 収録曲
1. 夜が明ける前に [3:47]
  - OVA『ふしぎ遊戯』オープニングテーマ
  - 作詞：佐藤朱美、作曲：芦沢和則、編曲：大友博輝
2. Everything for you [5:29]
  - 作詞：佐藤朱美、作曲：清岡千穂、編曲：大友博輝
3. 夜が明ける前に (オリジナル･カラオケ)
4. Everything for you (オリジナル･カラオケ)